# Нептунит
Нептунит — редкий минерал из класса силикатов, открыт в 1893 году и назван в честь бога в римской мифологии Нептуна. Такое название было дано из-за первой находки вместе с эгирином, который был назван в честь властителя моря в скандинавской мифологии Эгира.
Минерал обладает пьезоэлектрическим эффектом, проявляющимся только в нецентро-симметрических структурах.

## Кристаллография
Точечная группа m — Domatic
Пространственная группа — Bb (B1 1b) [Cc] {C1c1}
Сингония — Моноклинная
Параметры ячейки — a = 16.427(2) Å, b = 12.478(2) Å, c = 9.975(1) Å β = 115.56(1)°
Отношение a: b: c = 1,316 : 1 : 0,799
Число формульных единиц (Z) — 4
Объем элементарной ячейки — V 1,844.54 Å³ (рассчитано по параметрам элементарной ячейки)
Двойникование — Interpenetrant on {301}.

## Формы выделения
Нептунит выделяется в виде кристаллов с развитыми гранями призмы и пинакоида, сочетающихся с большим количеством мелких граней. Рёбра кристаллов обычно чёткие и ровные. Встречаются двойники. Также нептунит образует массивные агрегаты или отдельные зёрна.

## Цвет
Для нептунита характерен красновато-чёрный цвет. Красноватые тона обнаруживаются только при внимательном изучении минерала.

## Ассоциирующие минералы
Нептунит образуется в пегматитах щелочных массивов. С минералом часто ассоциирует натролит на котором чёрные кристаллы нептунита ярко контрастируют. В Сан-Бенито (Калифорния, США) добываются лучшие образцы нептунита в ассоциации с натролитом и кристаллами бенитоита. В ассоциации с минералом могут встречаться инезит и джоакинит (силикат титана, бария, натрия, железа и редкоземельных элементов), образующий небольшие кристаллы медового цвета.

## Химический состав
Калий — 4,31 % (в виде K2O — 5,19 %), натрий — 5,07 % (в виде Na2O), литий — 0,76 % (в виде Li2O — 1,65 %), титан — 10,55 % (в виде TiO2 — 17,60 %), марганец — 3,03 % (в виде MnO — 3,91 %), железо — 9,23 % (в виде FeO — 11,87 %), кремний — 24,75 % (в виде SiO2 — 52,96 %), кислород — 42,30 %.

## Манганнептунит
Сложный химический состав нептунита также усложняется отношением железа и марганца. Нептунитом называется минерал в котором преобладает железо, а манганнептунит — минерал с преобладанием марганца. Между минералами образуется изоморфная серия. Манганнептунит отличается от нептунита более светлой окраской с преобладанием красных тонов.

## Месторождения
Лучшие образцы нептунита добываются в Калифорнии (США), Хибинском и Ловозёрском массивах (Кольский полуостров, Россия), Нарсарсуке (Гренландия) и Сент-Илере (Канада).